# Sibtorfija
Sibtorfija (lat. Sibthorpia) je biljni rod iz porodice trpučevki, dio tribusa Sibthorpieae. Sastoji se od 5 vrsta trajnica i polugrmova iz Staroga svijeta (Europa i Afrika) i Novog svijeta (od Meksika preko Srednje do Južne Amerike).

## Etimologija
Rod Sibthorpia nazvan je po dr. Humphryju Sibthorpu koji je bio Sherardian profesor botanike na Sveučilištu u Oxfordu od 1747. do 1783. godine.

## Opis
Višegodišnje, male, puzave biljke; stabljike ukorijenjene u čvorovima. Listovi naizmjenični, peteljkasti. Cvjetovi aksilarni (pazušni), 4 do 8-člani, pojedinačni ili u snopovima ili grozdovima, s peteljkom. Čaška 4-8 režnjeva, režnjevi ponešto nejednaki, vjenčić rotiran, cijev kratka, režnjevi jednaki broju čaške ili jedan više, cjeloviti, podjednaki, rašireni. Plod čahura nešto stisnuta, lokulicidna. Sjemenke malobrojne, duguljasto jajolike, mrežaste ili glatke.

## Vrste
1. Sibthorpia africana L.
2. Sibthorpia conspicua Diels
3. Sibthorpia europaea L.
4. Sibthorpia peregrina L.
5. Sibthorpia repens (Mutis ex L.) Kuntze

## Sinonimi
- Disandra L.; Murray, Syst. ed. XIII. 290 (1774)
- Hornemannia Benth.; Prodr. [A. DC.] 10: 428 (1846)
- Willichia Mutis ex L.; Mant. Pl. Alt. 553, 558 (1771)